# Атентат на Џона Кенедија
Атентат на Џона Кенедија, 35. председника Сједињених Држава, се догодио у петак, 22. новембра, 1963, у Даласу, Тексас, САД у 12:30 по централном стандардном времену. Џон Ф. Кенеди је смртно рањен хицем док се возио са својом супругом Жаклином у председничкој колони. Више владиних комисија, укључујући Воренову комисију (која је истраживала 10 месеци) је закључило да је Кенедија усмртио Ли Харви Освалд. Са овим закључком се првобитно сложила већина америчке јавности, али од првог Галуповог истраживања 1966, већина испитаника има мишљење које се не слаже са овим налазима. Овај атентат је и данас предмет широких спекулација и довео је до бројних теорија завере, мада ниједна од њих није доказана.

## Околности и извршење
Иако се деценијама након атентата спомињало да се у окружењу Кенедијеве поворке налазило више атентатора (спомињало се чак 6), извесно је да су смртоносни меци дошли из једног смера- из складишта, које се у том налазило иза Кенедијевог аутомобила. Поред информација, које је добијао претходних дана: да му у Тексасу живот угрожавају како десничари, тако и прокубански активисти, Кенеди је инсистирао да кров његовог аута буде спуштен, отварајући атентатору могућност да има лак погодак. Харви Ли Освалд, бивши амерички маринац, кога савремена истрага повезује и са Кубанском Тајном службом, био је искусан снајпериста, и изнад свега, током свог боравка у Совјетском Савезу се веома образовао. Почетком те недеље, пронашао је хонорарни посао, запослио се у складишту школског инвентара у Даласу и тог дана је био вероватно једина особа која је ушла у складиште, што му је омогућило да без проблема унесе пушку и снајпер. Кад је дочек председника отпочео, Освалд је напунио шаржер пушке са три метка. У тренутку кад је поворка прошла само складиште, Освалд је проценио тренутак. Први метак је промашио цео аутомобил и погодио асфалт лево од кола. Пуцањ се чуо, и на тренутак изазвао шок у маси, а и телевизијске камере, које су све преносиле уживо су почеле да траже одакле пуцањ долази. Међутим свега неколико секунди касније, Освалд је стигао да убаци у цев и други метак, нанишани поново и испали хитац који је Кенедија погодио тик испод потиљка (у врат, отпозади) и изашао кроз врат, озбиљно повредивши душник. Међутим, чак и у таквој ситуацији, Кенеди је имао могућност да преживи, под условом да му се брзо укаже помоћ, али наравно, и ако буде заштићен од даље пуцњаве. То би се догодило, да је председник пао у несвест напред. Међутим, већ месецима, због проблема са кичмом, он је био приморан да носи мидер, који му је то онемогућавао. Тако је Освалд имао идеалну прилику да искористи и последњи метак, док је маса још у шоку, што је и учинио, а трећи хитац је председника погодио у потиљак, прошавши кроз продужену мождину, разневши део лобање и великог мозга, након чега су шансе за преживљавање биле равне нули. Кенеди је био мртав на путу за болницу у Даласу, што су уживо преносили медији, а од тада је телевизија преузела примат од новина по заступљености код аудиторијума у САД.

## Реакција у СФРЈ
Око месец дана пре атентата је 17. октобра 1963. Кенеди угостио Јосипа Броза Тита и његову супругу Јованку. У СФР Југославији је дан након атентата проглашен дан жалости. Заставе су спуштене на пола копља, отказане су представе и фудбалске утакмице.
Титов преводилац Иван Ивањи је навео да су му у Источном Берлину домаћи безбедњаци испричали да су приликом експеримента реконструисали цео догађај по званичној причи. По Ивањијевим речима, најбољи југословенски снајперисти су са истим типом пушке пуцали на мету, која се кретала истом брзином као колона америчког председника. Закључак безбедњака је био да је готово немогуће да га је и један метак погодио под тим околностима, и да би чак и то била невероватна случајност. У складу са тиме су закључили да је апсолутно немогуће да се са те даљине мета погоди са 3 метка. Овакав закључак се поклапа са неким теоријама завере које круже у самој САД. Ивањи је навео да извештај безбедњака СФРЈ није објављен "из безбедоносних разлога", а да га је он пренео по ономе што је чуо за време Титове посете Берлину.
На Кенедијевој сахрани су у име Југославије присуствовали Петар Стамболић као премијер, Коча Поповић као тадашњи министар спољних послова, и Вељко Мићуновић који је био тадашњи амбасадор СФРЈ у САД. На сам дан атентата је у Минерви у Охају преминуо Владимир Шашкијевић, последњи југословенски командант разарача Дубровник.

## Галерија
- Памфлет који је циркулисао дан уочи атентата
- Знак "X" на асфалту означава где је Кенеди погођен метком.